# Xirvan
|  | Per a altres significats, vegeu «Xirvan (desambiguació)». |

Xirvan era un territori equivalent a la moderna república de l'Azerbaidjan i el sud de Daguestan. El nom s'aplica tradicionalment a la part oriental del Caucas, i als territoris que baixen des de la cadena fins al riu Kura; els sobirans de la zona van intentar al llarg dels segles el control dels territoris més propers de la costa, anant entre Quba, al districte de Maskat, Maskut o Mashkut, al nord), i Bakú (al sud). A l'extrem nord, ja fora del control dels sobirans de Xirvan, hi havia Bab al-Abwad, la moderna Derbent; i a l'oest Shakki. Els límits del Xirvan no es van modificar i encara es mantenien gairebé inalterats en temps dels il-kànides. Els sobirans de Xirvan, anomenats xirvanxahs, van subsistir fins que foren eliminats per Tahmasp I, xa safàvida de Pèrsia però el país va subsistir com a província persa sota administració d'un kan, berlebegi o amir al-umara.

## Geografia
Les ciutats principals eren Bakú, Xawaran o Xabaran (antiga capital del districte sud de Kuba) i Xamakhi (Shammakhi i altres variacions, moderna Şamaxı). Aquesta darrera derivaria el seu nom suposadament d'un príncep de Xirvan anomenat al-Xammakh ibn Xudja contemporani de Harun ar-Raixid i del governador de l'Arran, Azerbaidjan i Armènia, Said ibn Salm ibn Kutayba; quan la dinastia yazídida la va convertir en la seva capital va ser rebatejada Yazidiyya. (918) però el nom antic s'ha conservat fins a l'actualitat. El Xirvan ja sota els sassànides i després sota domini del califat, va incloure el districte de Layzan, el centre del qual correspondria a la moderna Lahij on va governar generalment una branca col·lateral que va formar un estat separat fins al segle xvii.

## Història

### Domini musulmà
- Article principal: Xirvanxahs

Entre els segles IX i XI els rivals principals dels sobirans de Xirvan estaven al nord: els alans, els rus (de la zona de la mar Càspia), i els prínceps haximites de Bab al-Abwad; però també al sud amb els musafírides i els xaddàdides. Posteriorment va caure sota influència dels seljúcides, i més tard dels mongols.

### Domini persa
Al segle xvi va caure en mans dels safàvides que van suprimir la monarquia sota Tahmasp I (1524-1576) i van convertir Xirvan en província persa; la població, que era sunnita (i els safàvides eren xiïtes), es va revoltar més d'una vegada, i generalment amb suport dels otomans. El 1578 els otomans van ocupar el país que els fou reconegut pel tractat de pau de 1598. Va quedar dividit en 14 sandjaks i el territori incloïa Xakki, al nord-oest, i Bakú (al sud-est) sense arribar però a Derbent.
El 1607 els perses van recuperar el territori. Al llarg del segle xvii els territoris de Quba i Layzan (aquest formava encara un principat) foren abandonats als kaytaks que havien emigrat cap al sud. El 1722 el kan de Quba es va sotmetre a Pere I el Gran de Rússia del que va quedar com a vassall. En el tractat de 1724 amb l'Imperi Otomà, la zona costanera del Xirvan amb Bakú, ocupada pels russos, va ser separada de la resta que va quedar en mans dels turcs amb capital a Xemakha. Quan poc temps després els territoris russos i trucs van retornar a Pèrsia, la divisió administrativa com a dues entitats, es va mantenir; al tractat de 1732 els territoris al nord de la desembocadura del Kura foren deixats altre cop als russos i la part occidental del Xirvan i el Daguestan foren pels turcs. Però no gaire després Nadir Xah de Pèrsia imposava nous termes: els territoris turcs foren conquerits militarment (conquesta de Xemakha el 22 d'octubre de 1734) i els russos van abandonar els seus territoris de manera voluntària al tractat de Gandja de 21 de març de 1735.

### Kanat de Xemakha
Però a la mort de Nadir Xah el 1747, el domini persa es va enfonsar i els diversos kanats van esdevenir independents; el territori del kan de Xemakha fou conegut com a kanat de Xirvan. El kan de Quba, Fath Ali (1758-1789) va poder dominar també a Xemakha i a Derbent i va arribar a planejar la conquesta de Pèrsia i la seva proclamació com a xa, però els qajars van unificar el país i ja els fills de Fath Ali, van córrer la mateixa sort que altres kans menors dels Caucas i van acabar sotmesos per Rússia.

### Domini rus i soviètic
El general rus Zobow, enviat per Catalina II la Gran, va arribar fins al riu Kura el 1796, però fou cridat per l'emperador Pau, que tenia una nova política. El kan de Xemakha es va sotmetre a Rússia el 1805 i el 1806 els russos van entrar a Derbent i a Bakú; el kan de Xemakha, alarmat, va buscar l'ajut dels perses, però al tractat de Gulistan de 24 d'octubre de 1813, Pèrsia va haver de renunciar a Quba, Derbent, Xemakha i Bakú. El kan de Xemakha, Mustafà Khan (1796-1820), va conservar el tron i després de 1813 encara va tenir alguns contactes amb els perses fins que el 1820 el territori fou ocupat i annexionat a Rússia i el kan va fugir a Pèrsia. L'antic Xirvan es va dividir en tres districtes o cercles: Xemakha, Gökčay i Djawad. La guerra del 1826 va permetre a Mustafà i a l'antic kan de Quba, Husayn, de revoltar temporalment els seus antics territoris. Després de 1840 els territoris de Xemakha, Quba i Bakú es van unificar en una entitat administrativa anomenada "Territori de la Càspia", nom canviat el 1846 per "Govern de Xemakha" i el 1859, quan Xemakha fou destruïda per un terratrèmol, i la capital va passar a Bakú, es va anomenar "Govern de Bakú"; en aquest temps Xemakha tenia més habitants que Bakú (el 1865 eren 21.550 habitants a Xemakha i 10.600 habitants a Bakú), situació que aviat va canviar (el 1880 a Bakú hi havia 45.679 habitants i a Xemakha 28.545).
Xirvan va formar part de la República de Transcaucàsia, dels territoris tàtars (àzeris) i de la primera república de l'Azerbaidjan, i després de la República Socialista Soviètica de l'Azerbaidjan (primer dins l'RSS de Transcaucàsia i després separadament). Xemakha va esdevenir capçalera d'un rayon o districte que va subsistir en la segona república de l'Azerbaidjan (Şamaxı)